# Temporada 2017 de Deutsche Tourenwagen Masters

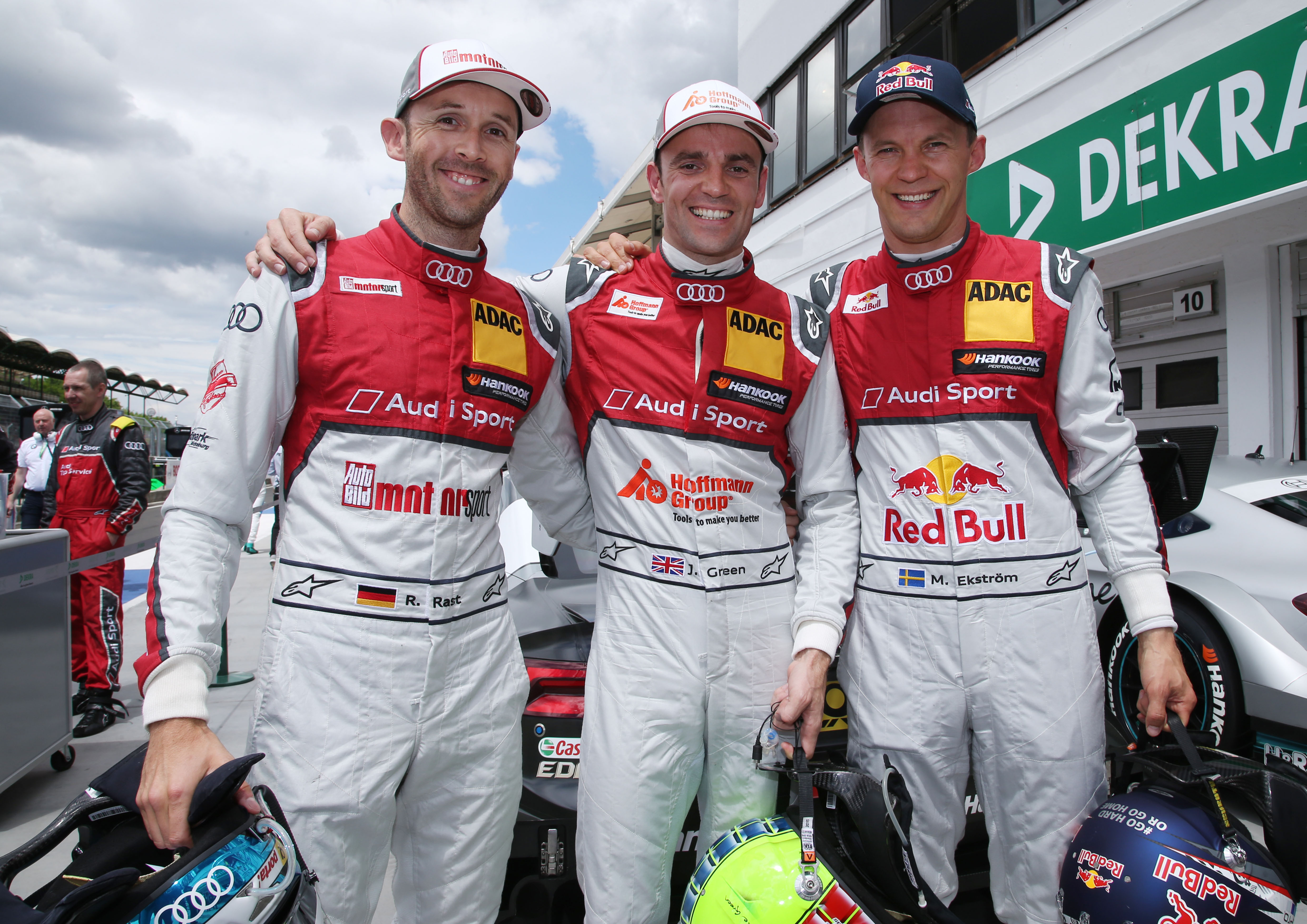
Los tres primeros clasificados del campeonato, de izquierda a derecha: René Rast, Jamie Green y Mattias Ekström.

La temporada 2017 del Deutsche Tourenwagen Masters es la decimoctava temporada del Deutsche Tourenwagen Masters, desde la reanudación del campeonato en 2000. La temporada está programada para correr del 6 de mayo al 15 de octubre en 18 carreras.
Marco Wittmann ganó su segundo campeonato DTM después de un total de nueve rondas y 18 carreras en 2016, lo que lo convierte en el actual campeón defensor.

## Cambios en los proveedores
- La compañía alemana ATS se convirtió en la suministradora oficial de ruedas de la categoría a partir de la temporada 2017 en adelante como fue anunciado el 15 de marzo de 2016.[1]
- Hankook Tire extiende su papel de proveedor de neumáticos DTM hasta 2019 como anunció la empresa surcoreana de neumáticos el 6 de mayo de 2016.[2]

## Equipos y pilotos
| Marca         | Auto                 | Equipo                                     | No. | Pilotos           | Rondas |
| ------------- | -------------------- | ------------------------------------------ | --- | ----------------- | ------ |
| Mercedes-Benz | Mercedes-AMG C63 DTM | Mercedes-AMG Motorsport Mercedes Me        | 2   | Gary Paffett      | Todas  |
| Mercedes-Benz | Mercedes-AMG C63 DTM | Mercedes-AMG Motorsport Mercedes Me        | 6   | Robert Wickens    | Todas  |
| Mercedes-Benz | Mercedes-AMG C63 DTM | Mercedes-AMG Motorsport SILBERPFEIL Energy | 3   | Paul di Resta     | Todas  |
| Mercedes-Benz | Mercedes-AMG C63 DTM | Mercedes-AMG Motorsport SILBERPFEIL Energy | 63  | Maro Engel        | Todas  |
| Mercedes-Benz | Mercedes-AMG C63 DTM | Mercedes-AMG Motorsport BWT                | 22  | Lucas Auer        | Todas  |
| Mercedes-Benz | Mercedes-AMG C63 DTM | Mercedes-AMG Motorsport BWT                | 48  | Edoardo Mortara   | Todas  |
| Audi          | Audi RS5 DTM         | Audi Sport Team Abt Sportsline             | 5   | Mattias Ekström   | Todas  |
| Audi          | Audi RS5 DTM         | Audi Sport Team Abt Sportsline             | 51  | Nico Müller       | Todas  |
| Audi          | Audi RS5 DTM         | Team Rosberg                               | 33  | René Rast         | Todas  |
| Audi          | Audi RS5 DTM         | Team Rosberg                               | 53  | Jamie Green       | Todas  |
| Audi          | Audi RS5 DTM         | Team Phoenix                               | 77  | Loïc Duval        | Todas  |
| Audi          | Audi RS5 DTM         | Team Phoenix                               | 99  | Mike Rockenfeller | Todas  |
| BMW           | BMW M4 DTM           | BMW Team RBM                               | 7   | Bruno Spengler    | Todas  |
| BMW           | BMW M4 DTM           | BMW Team RBM                               | 31  | Tom Blomqvist     | Todas  |
| BMW           | BMW M4 DTM           | BMW Team RBM                               | 36  | Maxime Martin     | Todas  |
| BMW           | BMW M4 DTM           | BMW Team RMG                               | 11  | Marco Wittmann    | Todas  |
| BMW           | BMW M4 DTM           | BMW Team RMG                               | 15  | Augusto Farfus    | Todas  |
| BMW           | BMW M4 DTM           | BMW Team RMG                               | 16  | Timo Glock        | Todas  |

### Cambios de equipos
Dejan el DTM
- Ambos equipos de Mercedes-Benz DTM, ART Grand Prix y Mücke Motorsport dejarán de involucrarse en el DTM debido a la reducción en la parrilla del DTM a 18 coches (6 por fabricante).[7]
- Los BMW Team Schnitzer y Team MTEK también cerraron su participación en el DTM.[8]

### Cambios de pilotos
Ingresan al DTM
- René Rast, que reemplazó a Mattias Ekström en la ronda final de DTM en 2016, consigue un asiento con Audi.[5]
- El ganador de 24 Horas de Le Mans 2013 y campeón del Campeonato Mundial de Resistencia en 2013, Loïc Duval hará su debut en el DTM con Audi.[5]
- El ganador de la Copa Mundial FIA GT 2015 y piloto del Venturi Formula E Team, Maro Engel volverá al DTM con Mercedes después de abandonar el campeonato en 2011.

Cambia de equipo
- El subcampeón del DTM en 2016 Edoardo Mortara dejó a Audi para unirse a Mercedes.[4]

Dejan el DTM
- Los excampeones Martin Tomczyk y Timo Scheider anunciaron que se retirarán del campeonato después de 16 años.[9][10]
- El piloto de BMW António Félix da Costa anunció que abandonaría el DTM al final de la temporada 2016 para centrarse en la Fórmula E.[11]
- Miguel Molina, que condujo para Audi entre 2010 y 2016, dejó el campeonato.[5]
- Adrien Tambay, que condujo para Audi entre 2012 y 2016, dejó el campeonato.[5]
- Daniel Juncadella, Christian Vietoris y Maximilian Götz que llevaron a tiempo completo en 2016, y Felix Rosenqvist,que fue sustituto de la temporada media, se han quedado fuera de la escuadra Mercedes en 2017.[12]

## Calendario y resultados
El calendario de nueve eventos fue anunciado el 16 de diciembre de 2016.
| 1 | R1 | Hockenheimring, Baden Württemberg             | 6 de mayo        | Lucas Auer     | Mattias Ekström   | Lucas Auer        | Mercedes-AMG Motorsport BWT                | Mercedes-Benz |
| 1 | R2 | Hockenheimring, Baden Württemberg             | 7 de mayo        | Timo Glock     | Jamie Green       | Jamie Green       | Team Rosberg                               | Audi          |
| 2 | R1 | EuroSpeedway Lausitz, Brandenburg             | 20 de mayo       | Lucas Auer     | René Rast         | Lucas Auer        | Mercedes-AMG Motorsport BWT                | Mercedes-Benz |
| 2 | R2 | EuroSpeedway Lausitz, Brandenburg             | 21 de mayo       | Robert Wickens | René Rast         | Jamie Green       | Team Rosberg                               | Audi          |
| 3 | R1 | Hungaroring, Mogyoród                         | 17 de junio      | René Rast      | Mike Rockenfeller | Paul di Resta     | Mercedes-AMG Motorsport SILBERPFEIL Energy | Mercedes-Benz |
| 3 | R2 | Hungaroring, Mogyoród                         | 18 de junio      | René Rast      | Mattias Ekström   | René Rast         | Team Rosberg                               | Audi          |
| 4 | R1 | Norisring, Nuremberg                          | 1 de julio       | Maxime Martin  | Tom Blomqvist     | Bruno Spengler    | BMW Team RBM                               | BMW           |
| 4 | R2 | Norisring, Nuremberg                          | 2 de julio       | Tom Blomqvist  | Bruno Spengler    | Maxime Martin     | BMW Team RBM                               | BMW           |
| 5 | R1 | Moscow Raceway, Volokolamsk                   | 22 de julio      | René Rast      | Robert Wickens    | René Rast         | Team Rosberg                               | Audi          |
| 5 | R2 | Moscow Raceway, Volokolamsk                   | 23 de julio      | Bruno Spengler | Jamie Green       | Maro Engel        | Mercedes-AMG Motorsport SILBERPFEIL Energy | Mercedes-Benz |
| 6 | R1 | Circuit Park Zandvoort, Holanda Septentrional | 19 de agosto     | Timo Glock     | René Rast         | Timo Glock        | BMW Team RMG                               | BMW           |
| 6 | R2 | Circuit Park Zandvoort, Holanda Septentrional | 20 de agosto     | Augusto Farfus | Loïc Duval        | Mike Rockenfeller | Team Phoenix                               | Audi          |
| 7 | R1 | Nürburgring, Renania-Palatinado               | 9 de septiembre  | Lucas Auer     | Nico Müller       | Lucas Auer        | Mercedes-AMG Motorsport BWT                | Mercedes-Benz |
| 7 | R2 | Nürburgring, Renania-Palatinado               | 10 de septiembre | Marco Wittmann | René Rast         | Robert Wickens    | Mercedes-AMG Motorsport Mercedes Me        | Mercedes-Benz |
| 8 | R1 | Red Bull Ring, Spielberg                      | 23 de septiembre | Jamie Green    | Jamie Green       | Mattias Ekström   | Team Abt Sportsline                        | Audi          |
| 8 | R2 | Red Bull Ring, Spielberg                      | 24 de Septiembre | Jamie Green    | Jamie Green       | René Rast         | Team Rosberg                               | Audi          |
| 9 | R1 | Hockenheimring, Baden-Württemberg             | 14 de octubre    | Timo Glock     | Mike Rockenfeller | Jamie Green       | Team Rosberg                               | Audi          |
| 9 | R2 | Hockenheimring, Baden-Württemberg             | 15 de Octubre    | Tom Blomqvist  | Jamie Green       | Marco Wittmann    | BMW Team RMG                               | BMW           |

1. ↑  Originalmente conseguida por Marco Wittmann, el alemán  tuvo que cumplir una penalización de 5-lugares en la parrilla después de recibir su tercera advertencia de la temporada en la ronda anterior.
2. ↑  Originalmente conseguida por Marco Wittmann, el alemán fue descalificado por no cumplir el peso mínimo

## Tablas de clasificación
Sistema de puntos
| Posición | 1º | 2º | 3º | 4º | 5º | 6º | 7º | 8º | 9º | 10º |
| Puntos   | 25 | 18 | 15 | 12 | 10 | 8  | 6  | 4  | 2  | 1   |

Además, a partir de 2017, los tres primeros clasificados en la clasificación también recibirán puntos.
| Posición clasificatoria | 1º | 2º | 3º |
| Puntos                  | 3  | 2  | 1  |

### Campeonato de pilotos
| Pos. | Piloto            | HOC | HOC  | LAU | LAU | HUN  | HUN  | NOR | NOR | MSC | MSC | ZAN | ZAN  | NÜR | NÜR | RBR | RBR | HOC | HOC  | Puntos |
| ---- | ----------------- | --- | ---- | --- | --- | ---- | ---- | --- | --- | --- | --- | --- | ---- | --- | --- | --- | --- | --- | ---- | ------ |
| 1    | René Rast         | 6   | Ret2 | 3   | 7   | 61   | 1    | 122 | Ret | 12  | 43  | 9   | Ret  | 5   | 12  | 13  | 12  | 6   | 2    | 179    |
| 2    | Mattias Ekström   | 5   | 11   | 8   | 2   | 53   | 23   | 3   | 4   | 8   | 2   | 17† | 3    | 15  | 6   | 13  | 5   | 11  | 8    | 176    |
| 3    | Jamie Green       | 18  | 13   | 10  | 13  | DSQ2 | 5    | 7   | 8   | 9   | 5   | 5   | 9    | 6   | 7   | 21  | 141 | 13  | 5    | 173    |
| 4    | Mike Rockenfeller | 3   | 7    | 5   | 5   | 4    | 10   | 13  | Ret | 23  | 12  | 4   | 1    | 14  | 17  | 7   | 2   | 2   | 3    | 167    |
| 5    | Marco Wittmann    | 10  | 3    | 13  | 9   | 8    | Ret2 | 4   | 5   | 31  | 6   | 23  | DSQ2 | 92  | 31  | 5   | 63  | 13  | 13   | 160    |
| 6    | Lucas Auer        | 1   | 4    | 1   | 10  | 12   | Ret  | Ret | 2   | 6   | 8   | 15  | 14   | 1   | 13  | 8   | Ret | 8   | 10   | 136    |
| 7    | Timo Glock        | 2   | 81   | 11  | 15  | 2    | 7    | 5   | 10  | 5   | 13  | 1   | 7    | 12  | 8   | 10  | 7   | 31  | 12   | 133    |
| 8    | Maxime Martin     | 11  | Ret  | 43  | 8   | Ret  | 3    | 21  | 1   | 16  | Ret | 3   | 63   | 17  | 11  | 6   | 11  | 42  | 6    | 132    |
| 9    | Robert Wickens    | 15  | Ret  | 2   | 31  | Ret  | 8    | Ret | 112 | 4   | 9   | 11  | 15†  | 3   | 13  | 4   | 10  | 7   | 17   | 119    |
| 10   | Gary Paffett      | 72  | 2    | 6   | 4   | 7    | 9    | 10  | Ret | 7   | 16  | 8   | 5    | 10  | 14  | 17  | 4   | 9   | 4    | 102    |
| 11   | Paul di Resta     | 8   | 6    | 16  | 13  | 1    | 6    | 11  | 6   | 14  | DSQ | 7   | Ret  | 2   | 2   | 11  | 9   | 14  | 16   | 99     |
| 12   | Nico Müller       | 9   | 5    | 18  | 6   | 10   | 4    | 9   | 133 | 15  | 15  | 10  | 4    | 11  | Ret | 32  | 3   | 12  | 11   | 81     |
| 13   | Bruno Spengler    | 12  | 9    | 14  | 16  | 3    | 14   | 13  | 12  | 12  | 31  | 14  | 10   | 13  | 4   | 12  | 16  | 10  | 14   | 75     |
| 14   | Edoardo Mortara   | 43  | 13   | 7   | 11  | 9    | 11   | 8   | 3   | 13  | 10  | 12  | 12   | 7   | 16  | 9   | 17  | 5   | 9    | 61     |
| 15   | Maro Engel        | 17  | 10   | 9   | 12  | 13   | 15   | 14  | 14  | 10  | 1   | 16  | 11   | 4   | 5   | 15  | 15  | 16  | 13   | 51     |
| 16   | Augusto Farfus    | 13  | Ret  | 12  | 14  | 11   | 12   | Ret | 7   | 17  | 11  | 62  | 81   | 8   | 9   | DNS | 12  | 17  | 7    | 35     |
| 17   | Tom Blomqvist     | 16  | 12   | 17  | 172 | 15†  | 13   | 6   | 91  | Ret | 7   | Ret | 13   | 16  | 10  | 16  | 13  | 15  | Ret1 | 25     |
| 18   | Loïc Duval        | 14  | Ret  | 15  | 18  | 14   | 16   | 15  | 15  | 11  | 14  | 13  | 2    | 18  | 15  | 14  | 8   | 18  | 15   | 22     |
| Pos. | Piloto            | HOC | HOC  | LAU | LAU | HUN  | HUN  | NOR | NOR | MSC | MSC | ZAN | ZAN  | NÜR | NÜR | RBR | RBR | HOC | HOC  | Puntos |

| Color     | Resultado                                                               |
| --------- | ----------------------------------------------------------------------- |
| Oro       | Ganador                                                                 |
| Plata     | 2.ª plaza                                                               |
| Bronce    | 3.ª plaza                                                               |
| Verde     | Finalizó en los puntos                                                  |
| Azul      | Finalizó sin puntos                                                     |
| Azul      | NC - No clasificado                                                     |
| Violeta   | Ret - No terminó (Carrera)                                              |
| Rojo      | DNQ - No se clasificó                                                   |
| Negro     | DSQ - Descalificado                                                     |
| Blanco    | DNS - No empezó (carrera)                                               |
| Blanco    | WD - Retirado (fin de semana)                                           |
| Blanco    | C - Carrera cancelada                                                   |
| Sin color | DNP - Inscrito pero no participó                                        |
| Sin color | INJ - Lesionado                                                         |
| Sin color | EX - Excluido                                                           |
| Estado    | Resultado                                                               |
| Negrita   | Pole position                                                           |
| Cursiva   | Vuelta rápida                                                           |
| †         | Abandona, pero clasifica al completar el porcentaje requerido para ello |

- † — El piloto se retiró, pero se clasificó al completar el 75% de la distancia de carrera del ganador.

### Campeonato de constructores
| Pos. | Constructor   | HOC | HOC | LAU | LAU | HUN | HUN | NOR | NOR | MSC | MSC | ZAN | ZAN | NÜR | NÜR | RBR | RBR | HOC | HOC | Puntos |
| ---- | ------------- | --- | --- | --- | --- | --- | --- | --- | --- | --- | --- | --- | --- | --- | --- | --- | --- | --- | --- | ------ |
| 1    | Audi          | 35  | 44  | 30  | 68  | 37  | 70  | 25  | 17  | 52  | 43  | 25  | 72  | 18  | 14  | 70  | 77  | 52  | 49  | 798    |
| 2    | Mercedes-Benz | 53  | 39  | 64  | 31  | 33  | 14  | 5   | 43  | 27  | 32  | 10  | 10  | 81  | 56  | 18  | 15  | 22  | 15  | 568    |
| 3    | BMW           | 19  | 24  | 13  | 8   | 37  | 23  | 77  | 47  | 28  | 32  | 72  | 25  | 8   | 37  | 19  | 14  | 33  | 43  | 560    |
| Pos. | Constructor   | HOC | HOC | LAU | LAU | HUN | HUN | NOR | NOR | MSC | MSC | ZAN | ZAN | NÜR | NÜR | RBR | RBR | HOC | HOC | Puntos |